# Xã Madison, Quận Washington, Indiana
Xã Madison (tiếng Anh: Madison Township) là một xã thuộc quận Washington, tiểu bang Indiana, Hoa Kỳ. Năm 2010, dân số của xã này là 705 người.